# Бугайский, Виктор Никифорович
Ви́ктор Ники́форович Буга́йский (1912—1994) — учёный и конструктор в области авиационной и ракетно-космической техники. Под его непосредственным руководством были созданы пассажирские самолёты Ил-12, Ил-14, Ил-18, послевоенный реактивный фронтовой бомбардировщик Ил-28, первый в мире реактивный бронированный штурмовик Ил-40, а также разработана ракета-носитель «Протон». Лауреат Сталинской премии второй степени и Государственной премии СССР.

## Биография
После окончания в 1929 году средней школы в г. Ставрополе работал колхозником в родном селе.
В августе 1930 года устроился рабочим-бетонщиком на строительстве Высшего кооперативного института в Москве. В 1931 году поступил в Московский авиационный институт, который окончил в 1936 году.
Ещё будучи студентом, на 4 курсе, принят на должность инженера-конструктора в Опытное конструкторское бюро авиазавода имени В. Р. Менжинского, главным конструктором которого являлся С. В. Ильюшин (впоследствии бюро было переименовано в ОКБ имени С. В. Ильюшина).
18 августа 1940 года, в возрасте 28 лет, его назначают на должность заместителя главного конструктора по самолету Ил-2 на заводах № 1 (Москва) и № 381 (Ленинград). Впоследствии в его карьере происходят постоянные изменения.
- В 1940—1941 годах — главный конструктор авиационного завода № 381 в Ленинграде.
- В 1941—1946 годах — главный конструктор авиационного завода № 18 в Куйбышеве (ныне Самара).
- В 1946—1957 годах — заместитель главного конструктора завода № 240 ОКБ имени С. В. Ильюшина.

Одновременно, с февраля 1948 года по август 1958 года занимал должность первого заместителя генерального (главного — до декабря 1956 года) конструктора С. В. Ильюшина.
- В 1957—1958 годах — главный конструктор завода № 240 ОКБ имени С. В. Ильюшина.

В это время, под руководством Виктора Бугайского были созданы самолёты Ил-12, Ил-14, Ил-18, бомбардировщик Ил-28, реактивный бронированный штурмовик Ил-40.
- В 1958—1960 годах — заместитель главного конструктора ОКБ-52 Владимира Челомея (сегодня — НПО машиностроения).
- В 1960—1973 годах — главный конструктор и руководитель филиала № 1 ОКБ-52 (бывшее название ОКБ-23 после передачи в подчинение ОКБ-52). Главным конструктором ОКБ-52 являлся Владимир Челомей. Именно в это время под непосредственным руководством Виктора Бугайского разработаны ракета-носитель «Протон» и космическая станция «Салют».
- В 1973—1983 годах — главный конструктор КБ Калининградского машиностроительного завода (КБ «Звезда»). Основной целью создания КБ было решение задачи разработки первых советских управляемых ракет класса «воздух-земля». За это время были созданы высокоточная авиационная ракета класса «воздух-поверхность» X-25, дозвуковая маловысотная противокорабельная ракета, тактическая управляемая ракета класса «воздух-поверхность» X-31 и другие.
- В 1983—1989 годах — первый заместитель генерального конструктора НПО «Молния» по шасси и механизмам, которое возглавлял Г. Е. Лозино-Лозинский. НПО «Молния» занималась разработкой космического корабля многоразового использования «Буран».

Умер 14 июня 1994 года. Похоронен в Москве на Троекуровском кладбище

## Награды и премии
- доктор технических наук
- Сталинская премия второй степени (1952) — за работу в области самолётостроения
- Государственная премия СССР
- два ордена Ленина
- орден Отечественной войны I степени (02.07.1945)
- два ордена Красной Звезды
- два ордена Трудового Красного Знамени,
- два ордена «Знак Почёта»
- медали

## Семья
Был женат. По некоторым данным, дочь Ирина в настоящее время работает инженером-конструктором на ракетно-космическом заводе им. Хруничева. Сын - Выпускник Московского государственного института международных отношений МИД СССР по специальности международные экономические отношения,автор кулинарных книг и телепрограмм Андрей Бугайский